# James Quinn
James Francis Jimmy Quinn (født 9. september 1906 i Brooklyn, New York, død 12. juli 2004 i Cranston, Rhode Island) var en amerikansk atlet, som deltog i de olympiske lege 1928 i Amsterdam.

## Sportskarriere
Quinn havde en ret kort karriere som sprinter på eliteplan. I 1928 vandt han det amerikanske collegemesterskab i 100 yards-løb, og ved OL-udtagelsesstævnet samme år blev han nummer fem. Han kom derpå med til OL dette år, hvor han var med på det amerikanske stafethold i 4 x 100 meterløb. Efter at have vundet deres indledende heat mødte amerikanerne det andet favorithold, Tyskland i finalen, og de to hold lå meget lige, indtil tyskerne ved sidste skift mistede moment, så amerikanerne kunne sikre sig guldet i 41,0 sekunder, hvilket var en tangering af verdensrekorden. De øvrige amerikanske løbere var Frank Wykoff, Charley Borah og Hank Russell. Tyskland fik sølv med 41,2 sekunder og Storbritannien bronze med 41,8 sekunder.